# Martin Keller
Martin Keller (Alemania, 26 de septiembre de 1986) es un atleta alemán, especialista en la prueba de 4 x 100 m en la que llegó a ser medallista de bronce europeo en 2010.

## Carrera deportiva
En el Campeonato Europeo de Atletismo de 2010 ganó la medalla de bronce en los relevos 4 x 100 metros, con un tiempo de 38.54 segundos, llegando a meta tras Francia e Italia (plata), siendo sus compañeros de equipo: Tobias Unger, Marius Broening y Alexander Kosenkow.